# Zittauer Schmalspurbahn
Zittauer Schmalspurbahn (pol. Żytawska Kolej Wąskotorowa) – niemiecka kolej wąskotorowa w południowo-wschodniej Saksonii, łącząca miasto Żytawę z miejscowościami Jonsdorf i Oybin, o prześwicie toru 750 mm. Została uruchomiona w 1890 roku, a od 1906 roku działała jako kolej państwowa. Od 1996 roku działa jako kolej turystyczna, należąca do spółki komunalnej Sächsisch-Oberlausitzer Eisenbahngesellschaft (SOEG). Prowadzi pociągi rozkładowe trakcją parową.

## Historia
W 1848 roku Żytawa (niem. Zittau), będąca jednym z większych ośrodków Górnych Łużyc, uzyskała normalnotorowe połączenie kolejowe z Löbau, a następnie innymi miastami. 11 listopada 1884 roku uruchomiono również połączenie wąskotorowe z Żytawy do Bogatyni. Po raz pierwszy budowę kolei wąskotorowej z Żytawy do miejscowości wypoczynkowych (tzw. kurortów) Jonsdorf i Oybin w Górach Łużyckich, w celu zwiększenia ich dostępności, postulowano w 1873 roku. Bardziej energiczne działania w tym przedmiocie podjęto ponownie w 1884 roku, gdy powołano Komitet Budowy Kolei, po czym rząd Królestwa Saksonii w marcu 1886 roku wydał zezwolenie na prace wstępne. Powołano następnie towarzystwo Zittau-Oybin-Jonsdorfer Eisenbahn-Gesellschaft (w skrócie ZOJE), które uzyskało koncesję na budowę. Latem 1889 roku rozpoczęto prace niwelacyjne w terenie. Pierwszy odcinek w Żytawie był wspólny z linią do Bogatyni. Dalsze prace wymagały m.in. uregulowania rzeczki Mandau, nad którą zbudowano most.

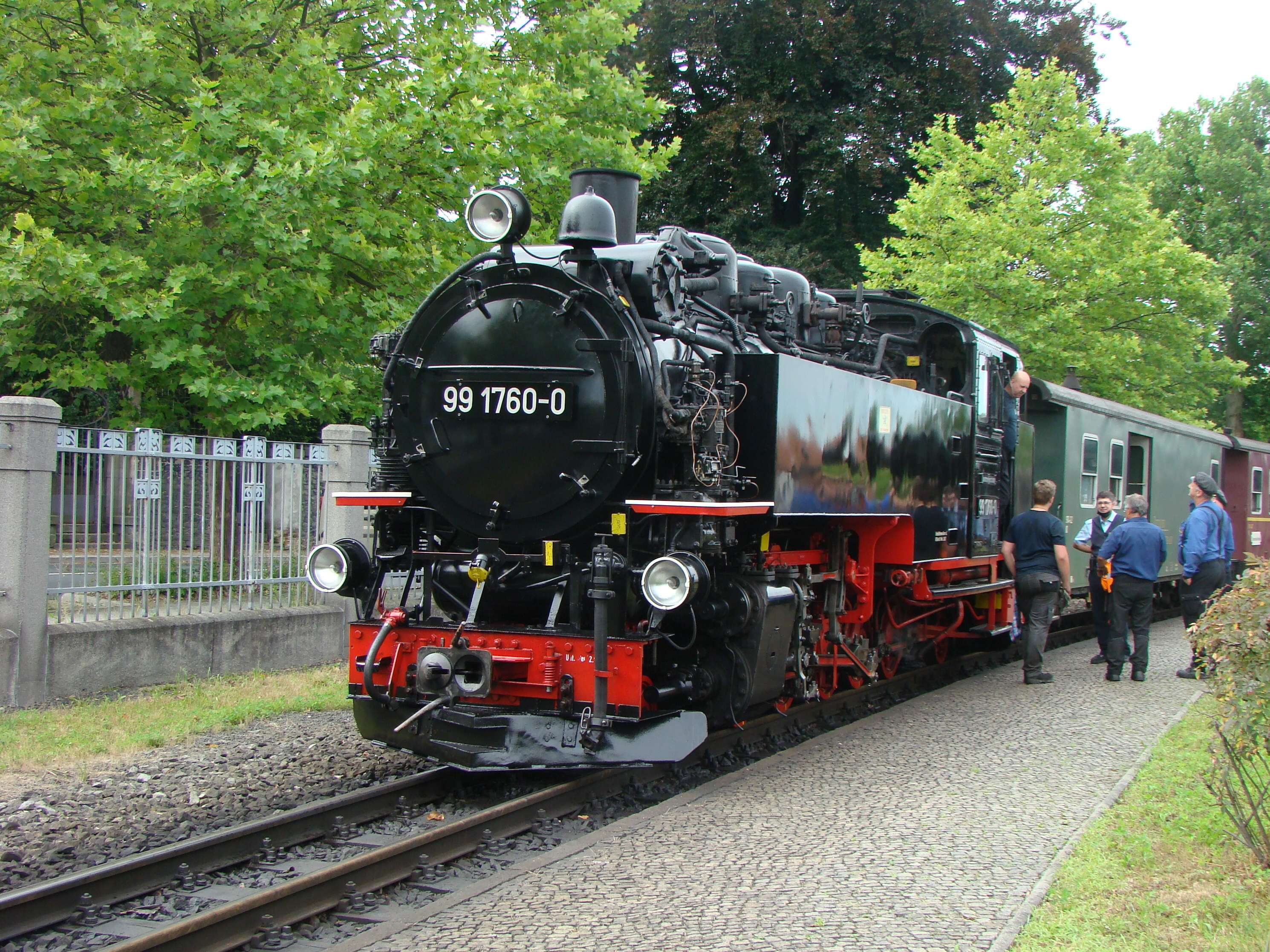
Pociąg na stacji w Zittau

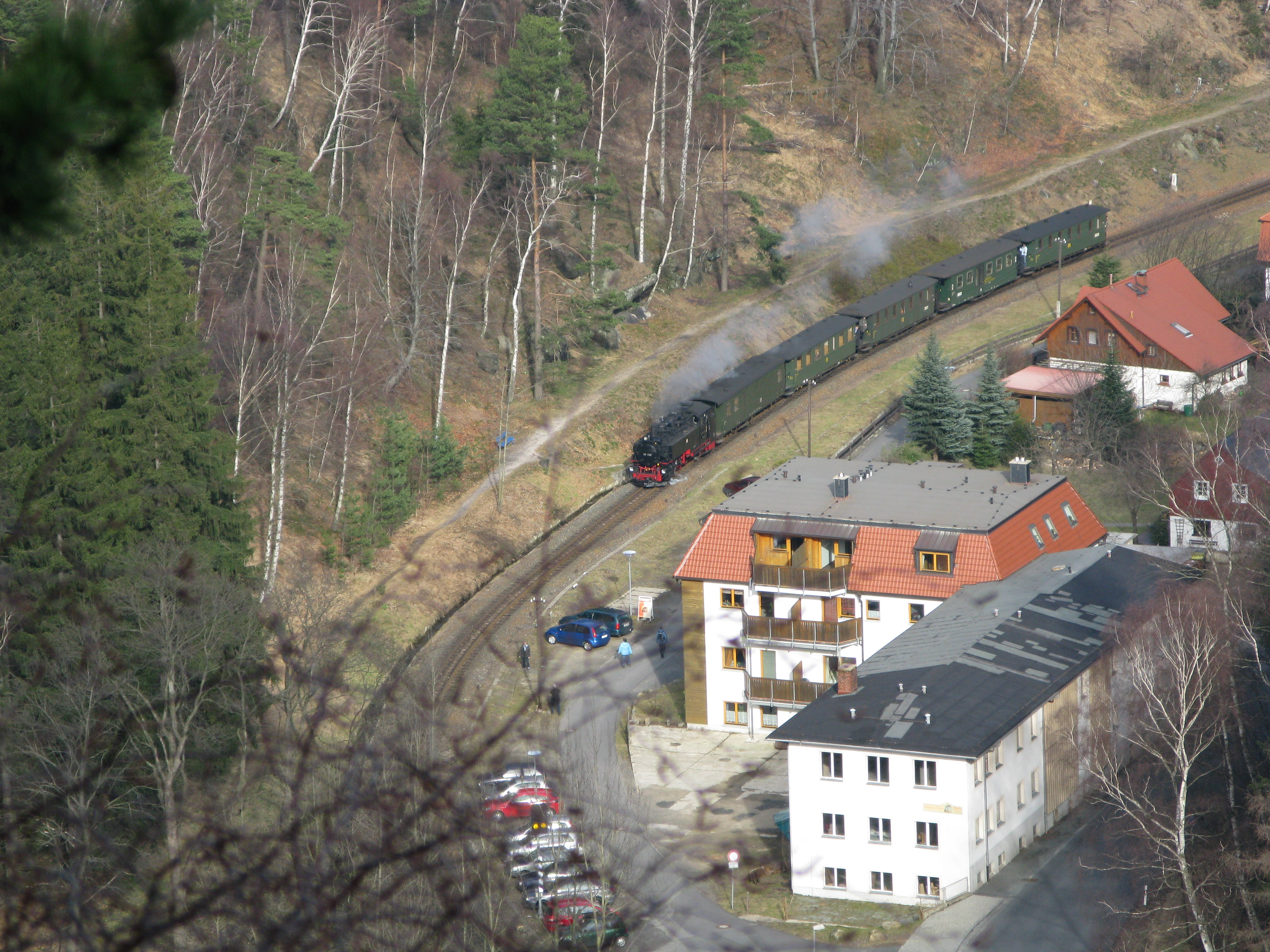
Pociąg dojeżdża do Oybinu (widok z góry klasztornej)

W lipcu 1890 roku rozpoczęto układanie torów i już 7 października tego roku kolej osiągnęła Jonsdorf, a 5 listopada Oybin. 25 listopada 1890 roku oficjalnie zainaugurowano połączenie do obu docelowych miejscowości. Podmycie torowiska przez burzę tego samego dnia spowodowało jednak, że dopiero 15 grudnia rozpoczęto planowy ruch. Już w 1891 roku przewieziono 246 777 pasażerów, a w 1905 – 413 785. Początkowo kolej miała siedem wagonów osobowych, następnie dokupiono 10. Kolej woziła też towary, zwłaszcza węgiel brunatny. Parlament Saksonii nie zezwolił mimo to na planowaną w celu zwiększenia ruchu towarowego rozbudowę kolei do Großschönau. W 1905 roku podróż koleją odbył król Saksonii Fryderyk August III. Mimo dużej frekwencji, sytuacja finansowa towarzystwa była jednak kiepska i kolej była niedoinwestowana pod względem zakupów taboru, toteż towarzystwo ZOJE próbowało sprzedać kolej Królewskim Saskim Kolejom Państwowym, do czego ostatecznie doszło 1 lipca 1906 roku.
W chwili przejęcia przez koleje saskie w 1906 roku, kolej miała pięć lokomotyw (serii I K) i 44 wagony, w tym 19 osobowych, oraz dwa transportery wagonów. Przewozy nadal wzrastały i w 1908 roku sięgnęły 523 tysięcy osób. Wprowadzono też mocniejsze lokomotywy serii IV K systemu Günthera-Meyera. Dla zwiększenia przepustowości, w 1910 roku parlament Saksonii zezwolił na budowę drugiego toru i 15 sierpnia 1913 roku otwarto drugi tor na odcinku Zittau Vorstadt do Oybina. Wkrótce po I wojnie światowej, w 1920 roku, wraz z likwidacją odrębnych Saskich Kolei Państwowych, kolej została przejęta przez Koleje Niemieckie (Deutsche Reichsbahn). W okresie międzywojennym wprowadzono nowsze parowozy typów VI K i VII K, a od 1938 roku cztery wagony motorowe dla obsługi ruchu przy mniejszej frekwencji. Podczas II wojny światowej przewozy zmalały, a zimą 1943/44 rozebrano drugi tor między Bertsdorfem a Oybinem, lecz ruch pociągów wstrzymano dopiero po uszkodzeniu linii przez bombardowanie 7 maja 1945 roku.
Na linii do Jonsdorfu i Oybina wznowiono ruch już 21 maja 1945 roku. W sierpniu 1945 roku ZSRR zabrał wszystkie lokomotywy oprócz dwóch w ramach reparacji, a także w 1946 roku rozebrano całkiem drugi tor. Mimo to, z pomocą taboru ściąganego z innych kolei, w 1946 roku kursowały trzy pary pociągów w dni robocze i sześć e świąteczne. Boczna linia do Bogatyni została przecięta granicą z Polską i utraciła połączenie z Żytawą. Kolej została przejęta następnie przez koleje państwowe NRD Deutsche Reichsbahn. Stopniowo uzupełniano na niej tabor. Od lat 60. XX wieku jednak rozpoczął się proces zmniejszania ruchu towarowego na rzecz transportu samochodowego i od lat 1969–1970 wyeliminowano praktycznie pociągi towarowe. W latach 80. zaczął też maleć ruch osobowy. W maju 1989 roku rozważano nawet likwidację kolei, do czego jednak nie doszło.

## Współczesność

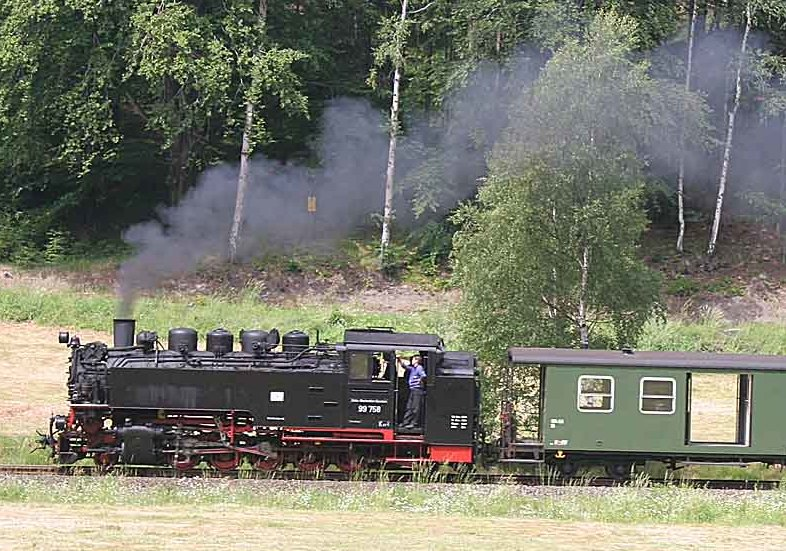
Pociąg rozkładowy z parowozem

Po zjednoczeniu Niemiec w 1990 roku prowadzono dyskusje co do przyszłości kolei i możliwości jej utrzymania, z udziałem Ministerstwa Kultury Saksonii. W 1992 roku stwierdzono, że kolej ma dużą wartość dla rozwoju kulturalno-historycznego regionu i powinna być utrzymana z trakcją parową dla zachowania atrakcyjności turystycznej. 28 lipca 1994 roku powołano spółkę Sächsisch-Oberlausitzer Eisenbahngesellschaft (SOEG) z udziałem powiatów Zittau i Lubau. 1 grudnia 1996 roku spółka ta przejęła majątek kolei od Deutsche Bundesbahn.
Spółka prowadzi rozkładowe pociągi z trakcją parową na trasach pomiędzy Żytawą, Jonsdorfem i Oybinem, ze stacją przesiadkową w Bersdorfie. W głównym sezonie od końca maja do połowy listopada wysyłane jest pięć par rozkładowych pociągów parowych z Żytawy i dodatkowe pociągi zapewniające komunikację między Jonsdorfem i Oybinem, ponadto w weekendy wysyłane są z Żytawy dalsze cztery pary pociągów z lokomotywami spalinowymi (stan na 2021 rok).

## Tabor

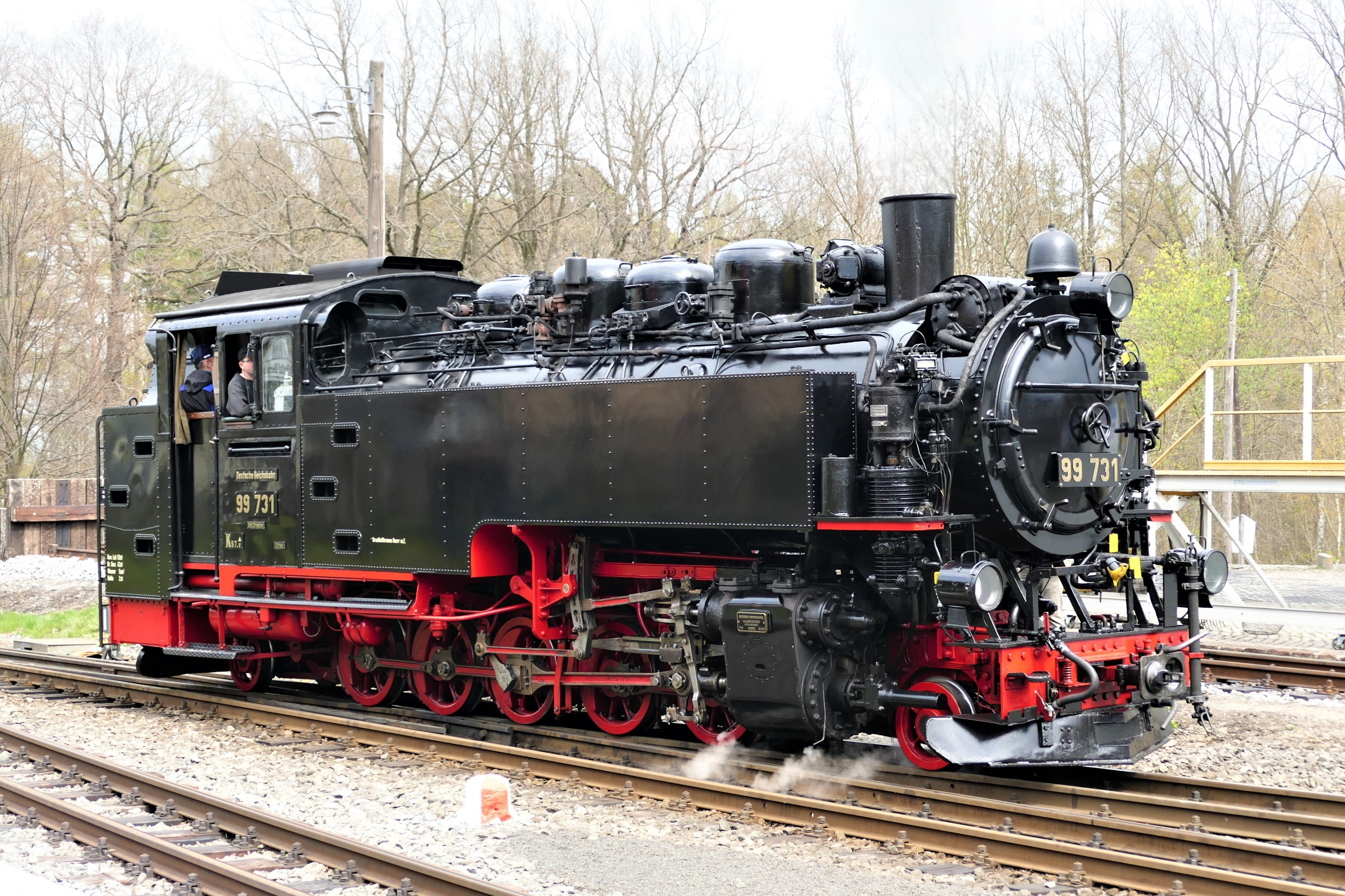
Parowóz 99 731 w oznakowaniu historycznym

Początkowo kolej posiadała pięć parowozów serii I K, które otrzymały numery od 1 do 5 i nazwy: Alexander Thiemer (na cześć jednego z inicjatorów kolei), Lausche, Töpfer, Hochwald i Zittau. Były to tendrzaki na parę nasyconą o układzie osi C n2, wyprodukowane w fabryce Sächsische Maschinenfabrik (Hartmann) w Chemnitz. Po upaństwowieniu kolei otrzymały numery taborowe od 49 do 53. Lokomotywa nr 52 trafiła po 1919 roku w ramach reparacji do Polski.
Po upaństwowieniu, między 1906 a 1910 rokiem na kolei weszły do służby typowe dla kolei saskich parowozy wieloczłonowe systemu Günthera-Meyera serii IV K, o układzie osi B’B’ n4v. Na dawnej kolei ZOJE używane były maszyny o numerach: 103, 117, 125, 147, 148, obsługujące także linię do Bogatyni. W 1913 roku kolej otrzymała także jeden z dwóch zbudowanych dwuczłonowych parowozów serii II K (nowej), numer 61A/B.
Po I wojnie światowej na kolei pojawiły się nowe parowozy serii VI K o układzie osi E h2, z piętnastu zakupionych w 1919 roku jeszcze przez koleje saskie. Następnie od 1928 roku wprowadzono ciężkie parowozy serii VII K (oznaczenie Kolei Niemieckich: 99.73–76) o układzie osi 1’E1’ h2. W 1938 roku wprowadzono po raz pierwszy cztery wagony motorowe o numerach VT137 322–325.
Po II wojnie światowej kolej kontynuowała działalność w oparciu o parowozy serii VII K, w tym nowo budowane (oznaczenie Kolei Niemieckich: 99.77–79).
W 2002 roku kolej zakupiła w Polsce jedną rumuńską lokomotywę spalinową typu FAUR L30H (ex Lyd2-103 Cukrowni Zbiersk), która została wprowadzona do służby z numerem 199 013. Zakupiono następnie także cięższą lokomotywę spalinową serii FAUR L45H.